# Ringvassøy
Ringvassøy ou Ringvassøya, (en same du Nord : Ráneš) est une île du comté de Troms en Norvège. L'île est divisée en deux municipalités : Tromsø et Karlsøy.

## Géographie

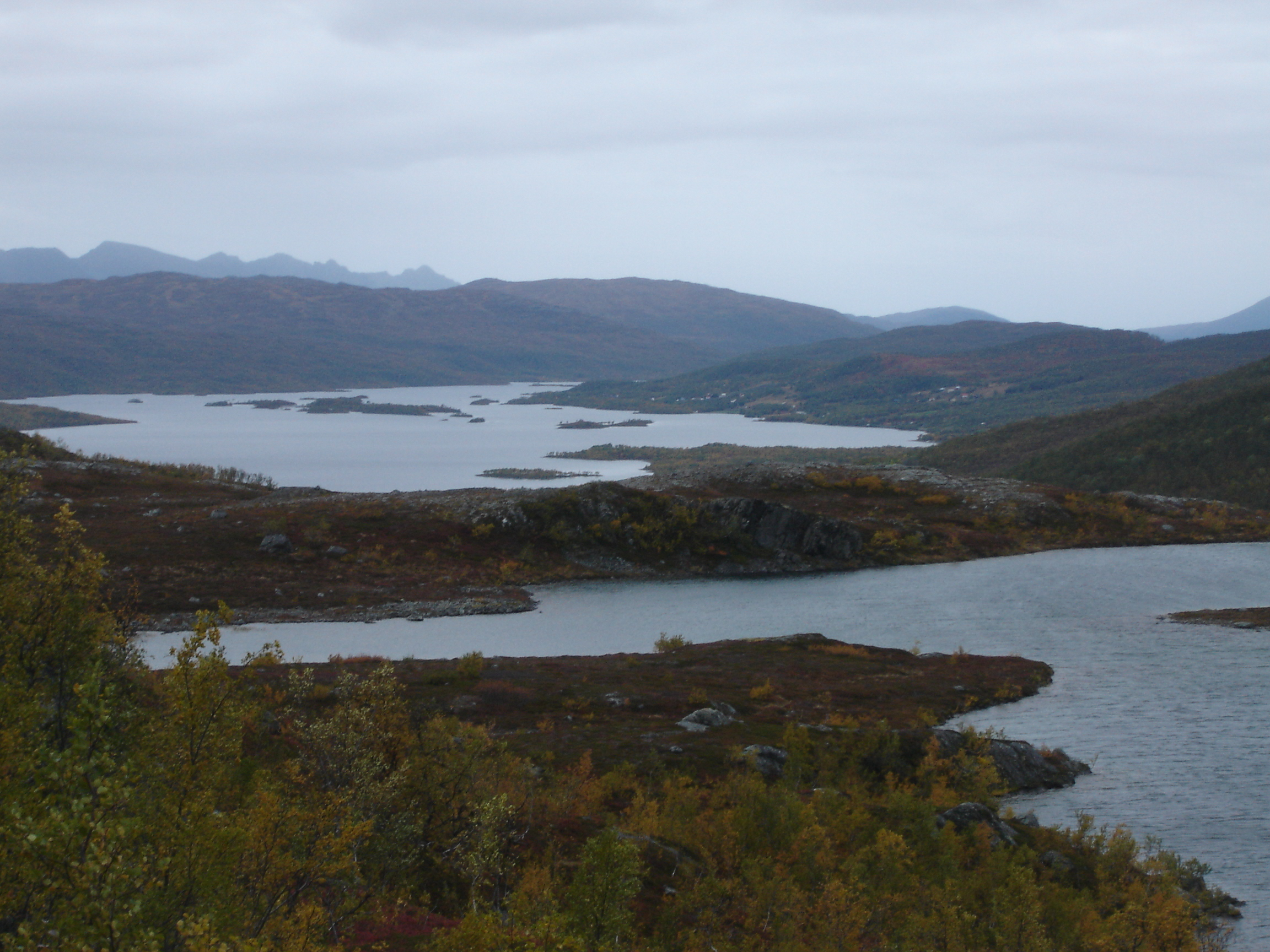
Vue du lac Skogsfjordvatnet sur Ringvassøya

Avec une superficie de 656 km2, Ringvassøy est la sixième plus grande île côtière norvégienne. Le point le plus haut de l'île, Soltindan (en) a une hauteur de 1 051 m au-dessus du niveau de la mer.  Le lac Skogsfjordvatnet, avec une longueur de 10 km est le plus grand lac îlien de Norvège.
Ringvassøya est entourée par plusieurs autres îles: 
- au sud-ouest, Kvaløya séparée par le détroit Kvalsundet
- au nord-ouest, Rebbenesøya séparée par le détroit Skagøysundet
- au nord, Nordkvaløya et Helgøya, séparée par le détroit Helgøysundet
- au nord-est, Vannøya, séparée par le détroit Vannsundet
- à l'est, Reinøya, séparée par le détroit Langsundet

L'île est reliée par un tunnel routier à l'île voisine de Kvaløya, elle-même reliée à l'île de Tromsøya, sur laquelle se trouve la principale ville de la région, Tromsø et ensuite au continent.

## Quelques vues de Ringvassøya

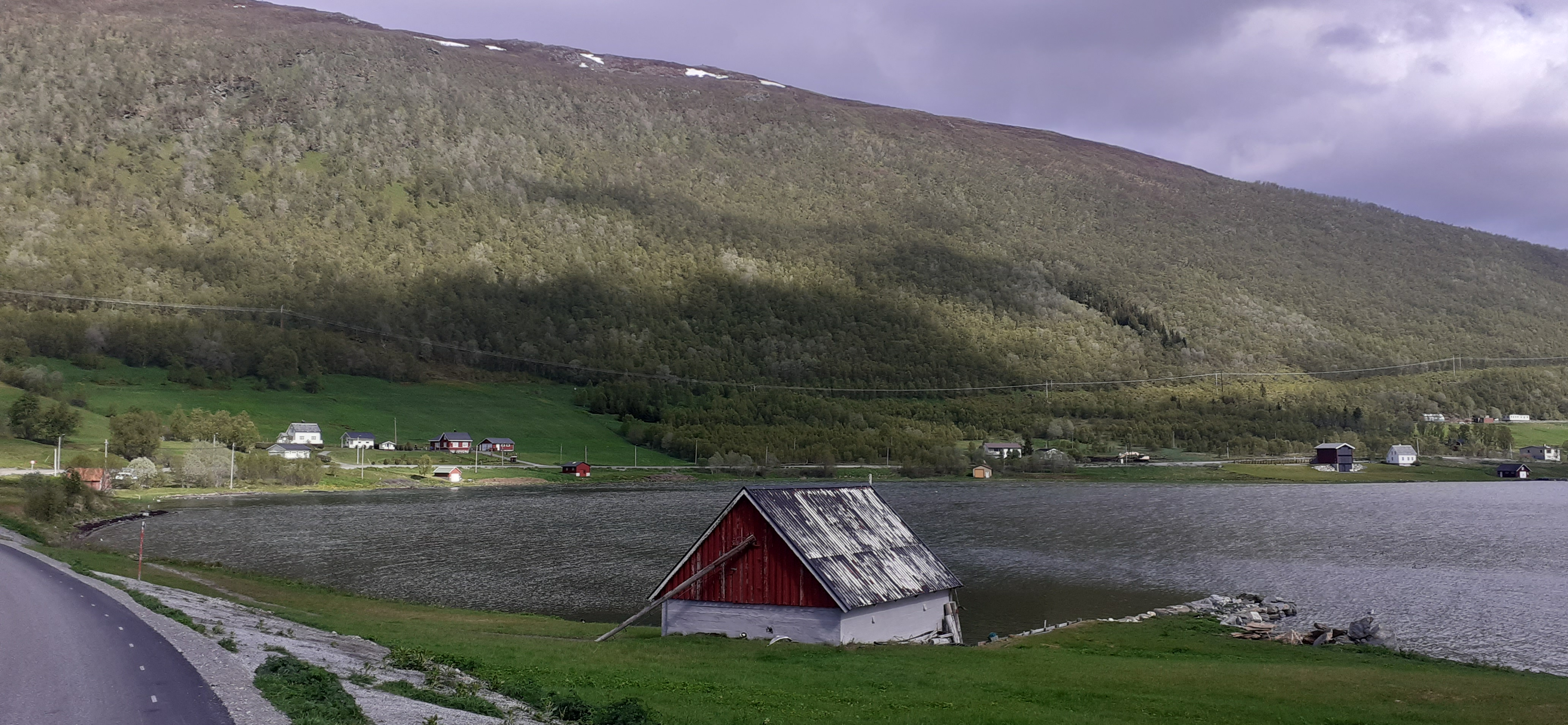
La localité de Hessfjord au bord du Langsundet.